# Mercedes
Il nome Mercedes identifica un marchio automobilistico fondato nel 1904 dalla Daimler-Motoren-Gesellschaft rimasto attivo fino al 1926. A partire da tale anno, e in seguito alla fusione tra la Daimler e la Benz per costituire la Daimler-Benz, il marchio Mercedes è stato mutato a sua volta in Mercedes-Benz, marchio ancor oggi attivo e tra i più prestigiosi nel settore automobilistico commerciale mondiale.

## Storia

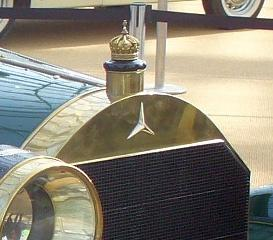
Il famoso logo della stella a tre punte, che oggi campeggia su ogni veicolo Mercedes-Benz, esisteva anche all'epoca del marchio Mercedes.

La storia del marchio Mercedes inizia nel periodo pionieristico dell'automobile, negli ultimi anni del XIX secolo, nei quali venne fondata la Daimler Motoren Gesellschaft che, dopo i primi stenti, cominciò ad avere successo e a ottenere significativi risultati commerciali, grazie a vetture come la Daimler Riemenwagen.
Un esemplare della Riemenwagen venne acquistato nell'ottobre del 1897 da Emil Jellinek, console generale austro-ungarico a Nizza (Francia), nonché abile uomo d'affari e appassionato di automobili e corse automobilistiche; egli ebbe un peso notevole per quanto riguarda il destino commerciale della Daimler, la nascita del marchio Mercedes e l'impostazione tecnica dello stesso concetto di automobile.
Con l'acquisto della Riemenwagen, Jellinek cominciò ad allacciare rapporti con la Casa madre che andavano al di là del semplice legame cliente-commerciante, perché ben presto i vertici Daimler si accorsero della sua spiccata attitudine agli affari e al mondo dell'automobile. Di lì a poco Jellinek divenne cliente Daimler anche per vetture da competizione, nelle prime gare automobilistiche della storia. Entro il 1900, anno della morte di Gottlieb, Daimler avrebbe acquistato 130 autovetture. Inoltre Jellinek aveva in mente altre idee riguardanti la possibilità di ordinare vetture su misura per le sue esigenze sportive: fu lui il primo a suggerire alla Daimler la costruzione di una vettura dal baricentro basso, le carreggiate larghe e il motore con distribuzione ad asse a camme esterno. Tali soluzioni tecniche avranno notevoli ripercussioni nella storia dell'industria automobilistica, poiché da quel momento quasi tutte le case avrebbero cominciato ad adeguarsi e ispirarsi ad esse.
Per correre con le autovetture Daimler, Jellinek utilizzava sempre uno pseudonimo, consistente nel nome di battesimo della sua figlia prediletta, Mercedes. Quando egli ordinò la produzione di 36 esemplari di nuove autovetture da competizione, impose anche di battezzare i propulsori con il nome Mercedes. Alla luce degli ottimi risultati conseguiti in gara dalle autovetture equipaggiate con i motori Daimler-Mercedes e della notevole popolarità da essi conseguita, la Daimler Motoren Gesellschaft decise così di fare del nome Mercedes un vero e proprio marchio. Il 23 giugno del 1902 si cominciò a utilizzare il marchio Mercedes per i prodotti automobilistici della Daimler; la registrazione legale del marchio avvenne il 26 settembre dello stesso anno. Gli autocarri, invece, continuarono ad essere prodotti con il marchio Daimler.
Nacque così la Mercedes: la prima vettura prodotta con tale marchio fu la 35PS, introdotta già nel 1901, quando il marchio Mercedes ancora non era stato registrato.

Da quel momento, la storia della Mercedes fu un susseguirsi di successi commerciali, ma anche sportivi. Non mancarono tuttavia delusioni nelle corse, principalmente perché le caratteristiche della 35PS, sia stradale sia da gara, con gli anni cominciarono a divenire superate. Ma la popolarità presso il pubblico fece in tempo a consolidarsi e nonostante alcuni non buoni risultati, il marchio Mercedes si rivelò un affare per la Daimler Motoren Gesellschaft.
Nel 1907 Wilhelm Maybach lasciò la Daimler per fondare il proprio marchio, la Maybach. Paul Daimler, figlio di Gottlieb, il fondatore della Daimler Motoren Gesellschaft, fece così ritorno alla Casa madre dopo cinque anni di esperienza alla Austro-Daimler come direttore tecnico.

È del 1909 la prima Mercedes con motore di tipo Knight, cioè con distribuzione a fodero, una soluzione che sarebbe stata abbandonata 15 anni dopo.
Con lo scoppio della prima guerra mondiale, la produzione Mercedes continuò, anche se a ritmi ridotti. La fine del conflitto pose la Mercedes di fronte a serie difficoltà economiche. L'inflazione era galoppante, le risorse erano poche e i dipendenti da stipendiare erano troppi per la Daimler proprietaria della Mercedes. Dal momento che anche alla Benz la situazione era altrettanto difficile, nel 1921 furono avviate le trattative per un'ipotetica fusione. Ma ancora si ritenne che il momento non era arrivato. Nel frattempo Paul Daimler lasciò l'incarico di direttore tecnico alla fine del 1922, sostituito all'inizio dell'anno seguente da Ferdinand Porsche.
Fu solo nel 1926 che si ebbe a tutti gli effetti la fusione tra la Daimler Motoren Gesellschaft e la Benz & Cie., fusione che diede vita alla Daimler-Benz, proprietaria del marchio Mercedes-Benz attivo ancor oggi.